# 친링우는토끼
친링우는토끼 또는 친링피카(Ochotona syrinx)는 우는토끼과에 속하는 포유류의 일종이다. 중앙아시아 산악지대의 토착종이다. 자연 서식지는 산지 숲과 관목 지대이다. 자세한 정보는 알려져 있지 않다.